# مستشفى جراحة الفم والفكين الجامعي
أُسِّس المشفى ضمن كلية طب الأسنان في جامعة دمشق عام 1995.

## أقسام المشفى
- غرفتي عمليات بالتخدير العام
- غرفتي إنعاش وغرفة عناية مشددة
- عيادة خارجية لاستقبال الإسعافات والمعالجة الخارجية
- عيادة خاصة بتبديل الضماد والعناية بمرضى المستشفى
- مخبر تحاليل طبية
- صيدلية.[1]

## الخدمات المقدمة
- استقبال ومعالجة الحالات الإسعافية للأسنان والفم والوجه والفكين
- عمليات الكسور والأورام والتشوهات وعمليات التجميل في منطقة الوجه والفكين المعالجة السنية بالتخدير العام للأطفال المعاقين وذوي الاحتياجات الخاصة
- الإجراءات الجراحية المتعلقة بأبحاث الماجستير والدكتوراه
- الاستشارات والإحالات من مشافي سوريا والعيادات المختلفة سواء الخاصة أو الحكومية.